# Bodilprisen for bedste amerikanske film
Bodilprisen for bedste amerikanske film er en pris, der blev uddelt af Filmmedarbejderforeningen som en af Bodilpriserne. Prisen blev uddelt ved den første bodiluddeling i 1948 og indtil 1960, hvorefter kategorien skiftede navn til Bedste ikke-europæiske film. Ved uddelingen i 2001 skiftede kategorien navn tilbage til "Bedste amerikanske film". Prisen blev uddelt sidste gang ved uddelingen i 2023, hvorefter det blev besluttet i stedet at opdele priserne til udenlandske film i kategorierne Bodilprisen for bedste engelsksprogede film og Bodilprisen for bedste ikke-engelsksprogede film.
Dommerkomiteen kunne vælge ikke at uddele prisen, hvis den ikke fandt nogen film værdige. To gange er prisen ikke blevet uddelt: i 1957, hvor de amerikanske producenter havde boykottet Danmark, og der derfor ikke var nogen film at vælge imellem, og i 1964, hvor der i stedet var to priser til europæiske film.

## 1940'erne
- 1948 De bedste år af William Wyler
- 1949 Monsieur Verdoux af Charles Chaplin

## 1950'erne
- 1950 Ormegården af Anatole Litvak
- 1951 Sunset Boulevard af Billy Wilder
- 1952 Alt om Eva af Joseph L. Mankiewicz
- 1953 Sheriffen af Fred Zinnemann
- 1954 Julius Cæsar af Joseph L. Mankiewicz
- 1955 I storbyens havn af Elia Kazan
- 1956 Marty af Delbert Mann
- 1957 -
- 1959 Øst for paradis af Elia Kazan
- 1959 Lænken af Stanley Kramer

## 1960'erne
- 1960 12 vrede mænd af Sidney Lumet
- 1961 Tro og lidenskab af Luis Buñuel
- 1962 Dommen i Nürnberg af Stanley Kramer
- 1963 Morderenglen af Luis Buñuel
- 1964 Dr. Strangelove af Stanley Kubrick
- 1965 7 dage i maj af John Frankenheimer
- 1966 Pantelåneren af Sidney Lumet
- 1967 Den ubesejrede af Satyajit Ray
- 1968 Bonnie og Clyde af Arthur Penn
- 1969 Sangen om vejen af Satyajit Ray

## 1970'erne
- 1970 Midnight Cowboy af John Schlesinger
- 1971 Jagten på Willie Boy af Abraham Polonsky
- 1972 Taking Off af Milos Forman
- 1973 Cabaret af Bob Fosse
- 1974 Fugleskræmslet af Jerry Schatzberg
- 1975 Chinatown af Roman Polanski
- 1976 Gøgereden af Milos Forman
- 1977 Nashville af Robert Altman
- 1978 Mig og Annie af Woody Allen
- 1979 En fri kvinde af Paul Mazursky

## 1980'erne
- 1980 Manhattan af Woody Allen
- 1981 All That Jazz af Bob Fosse
- 1982 De fire årstider af Alan Alda
- 1983 Tootsie af Sydney Pollack
- 1984 Zelig af Woody Allen
- 1985 Mænd af den rette støbning af Philip Kaufman
- 1986 Den røde rose fra Cairo af Woody Allen
- 1987 Hannah og hendes søstre af Woody Allen
- 1988 Down by Law af Jim Jarmusch
- 1989 The Dead af John Huston

## 1990'erne
- 1990 Farlige forbindelser af Stephen Frears
- 1991 Goodfellas af Martin Scorsese
- 1992 Thelma and Louise af Ridley Scott
- 1993 The Player af Robert Altman
- 1994 Uskyldens år af Martin Scorsese
- 1995 Short Cuts af Robert Altman
- 1996 Smoke af Wayne Wang
- 1997 Fargo af Joel Coen
- 1998 L.A. Confidential af Curtis Hanson
- 1999 Ice Storm af Ang Lee

## 2000'erne
- 2000 The Straight Story af David Lynch
- 2001 American Beauty  af Sam Mendes
- 2002 Ringenes Herre - Eventyret om Ringen af Peter Jackson
- 2003 Mulholland Drive af David Lynch
- 2004 Bowling for Columbine af Michael Moore
- 2005 Lost in Translation af Sofia Coppola
- 2006 A History of Violence af David Cronenberg
- 2007 Babel af Alejandro González Iñárritu
- 2008 Letters from Iwo Jima af Clint Eastwood
- 2009 There Will Be Blood af Paul Thomas Anderson

## 2010'erne
| År   | Film                     | Instruktør                  |
| ---- | ------------------------ | --------------------------- |
| 2010 | Op                       | Pete Docter                 |
| 2011 | A Single Man             | Tom Ford                    |
| 2012 | Winter's Bone            | Debra Granik                |
| 2013 | Martha Marcy May Marlene | Sean Durkin                 |
| 2014 | Hushpuppy                | Benh Zeitlin                |
| 2015 | Boyhood                  | Richard Linklater           |
| 2016 | Birdman                  | Alejandro González Iñárritu |
| 2017 | The Revenant             | Alejandro González Iñárritu |
| 2018 | La La Land               | Damien Chazelle             |
| 2019 | The Florida Project      | Sean S. Baker               |

## 2020'erne
| År   | Film           | Instruktør    |
| ---- | -------------- | ------------- |
| 2020 | Marriage Story | Noah Baumbach |
| 2021 | The Lighthouse | Robert Eggers |
| 2022 | Nomadland      | Chloé Zhao    |
| 2023 | C'mon C'mon    | Mike Mills    |

Prisen blev ikke uddelt ved Bodiluddelingen 2024, hvor kategorien var erstattet af Bodilprisen for bedste engelsksprogede film.